# ايلة (تايباد)
ایلة (بالفارسية:روستای ایله) هي إحدى القرى التابعة لـ ريف كرات في قسم مركزي من مقاطعة تايباد، في محافظة خراسان رضوي الإيرانية.

## السكان
- حسب إحصاءات سنة 2006، بلغ إجمالي السكان في هاذهي القرية الإيرانية 167 نسمة وعدد المساكن 37 مسكن.[2]

## وصلات خارجية
- إدارة مقاطعة تايباد
- بلدية تايباد
- إدارة تعليم تايباد